# Nicholas Guest

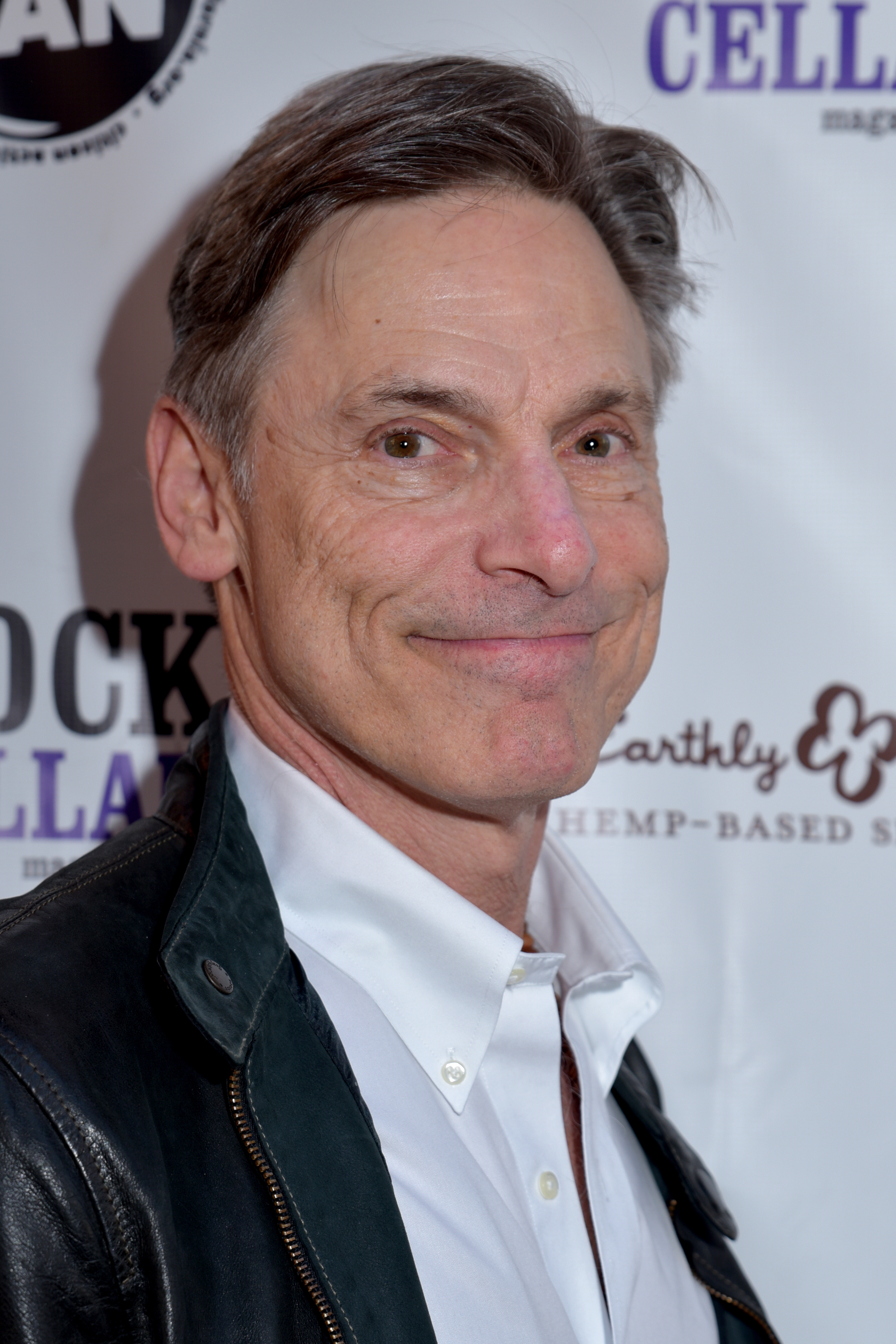
Nicholas Guest, 2019

Hon. Nicholas Haden-Guest (* 5. Mai 1951 in New York City, New York) ist ein US-amerikanischer Schauspieler und Synchronsprecher.

## Herkunft und Familie
Nicholas Guest wurde in New York als dritter und jüngster Sohn des britischen UN-Diplomaten Peter Haden-Guest, 4. Baron Haden-Guest, und dessen zweiter Frau Jean Pauline Hindes, einer früheren Vizepräsidentin von CBS geboren. Beim Tod seines Vaters im Jahr 1996 erbte Guests älterer Bruder Christopher den Titel als 5. Baron Haden-Guest. Sein älterer Halbbruder Anthony konnte diesen Titel nicht erben, weil er vor der Eheschließung seiner Eltern geboren wurde. Da sein Bruder Christopher keine leiblichen Kinder hat, ist Nicholas der nächstberechtigte Erbe (Heir Presumptive) auf dessen Titel.
Nicholas Guest heiratete am 11. Mai 1980 in erster Ehe Jill Ellen Demby. Mit ihr hat er eine Tochter, Julia Demby Haden-Guest (* 1988). Nachdem seine erste Ehe 1989 geschieden wurde, heiratete er in zweiter Ehe am 26. November 1989 Pamela Ann Rack. Mit ihr hat er eine weitere Tochter, Elizabeth Anne Haden-Guest (* 1990).

## Karriere
Nicholas Guest feierte sein Schauspieldebüt 1978 in dem Fernsehfilm The Defection of Simas Kudirka neben Alan Arkin. Anschließend folgten weitere Auftritte in Fernsehfilmen, bevor er in dem Western Long Riders eine größere Rolle neben seinem Bruder erhielt. Die Guest-Brüder spielten dabei neben David Carradine, Keith Carradine, Robert Carradine, James Keach und dessen Bruder Stacy Keach. Neben Auftritten in Filmen spricht Guest immer wieder Stimmen in Zeichentrickserien wie zum Beispiel für Batman, Avatar – Der Herr der Elemente und Die Mumie – Das Geheimnis der Mumie, Filmen wie Der tierisch verrückte Bauernhof, Ab durch die Hecke, Tierisch wild, Jagdfieber 2, Rapunzel – Neu verföhnt, Rio und Spieglein Spieglein – Die wirklich wahre Geschichte von Schneewittchen. Neben seiner Beschäftigung bei Film und Fernsehen, spricht er auch Charaktere bei Videospielen Star Trek: Armada II, Call of Duty: Finest Hour, The Chronicles of Riddick: Escape from Butcher Bay, Tom Clancy’s Splinter Cell: Double Agent und Call of Duty: World at War

## Filmografie (Auswahl)
- 1978: The Defection of Simas Kudirka (Fernsehfilm)
- 1978: Die Augen der Laura Mars (Eyes of Laura Mars)
- 1979: You Can’t Take It with You (Fernsehfilm)
- 1980: Long Riders (The Long Riders)
- 1980: Beyond Westworld (Fernsehserie, Folge Westworld Destroyed)
- 1981: Ein kleiner Mord (A Small Killing, Fernsehfilm)
- 1981: Das Tal der Puppen (Valley of the Dolls)
- 1981: Trapper John, M.D. (Fernsehserie, Folge Brain Child)
- 1982: Star Trek II: Der Zorn des Khan (Star Trek: The Wrath of Khan)
- 1983: Die Glücksritter (Trading Places)
- 1983: Großalarm im Krankenhaus Uncommon Valor, Fernsehfilm)
- 1984: Ein tödliches Spiel (Cloak & Dagger)
- 1984: Knight Rider (Fernsehserie, Folge Diamonds Aren't a Girl's Best Friend)
- 1986: Gottes vergessene Kinder (Children of a Lesser God, Stimme)
- 1986: Zeit der Rache (The Ladies Club)
- 1986: Trio mit vier Fäusten (Riptide, Fernsehserie, Folge Playing Hardball)
- 1987: Sledge Hammer! (Fernsehserie, Folge A Clockwork Hammer)
- 1987: Hetzjagd in St. Lucas (Down Twisted)
- 1987: Eine Pfeife in Amerika (The Return of Sherlock Holmes, Fernsehfilm)
- 1988: Rendezvous mit einer Leiche (Appointment with Death)
- 1988: Die grellen Lichter der Großstadt (Bright Lights, Big City)
- 1989: Schöne Bescherung (Christmas Vacation)
- 1990: Zorro (Fernsehserie, Folge The Magician)
- 1991: Dollman – Der Space-Cop! (Dollman)
- 1992: Nemesis
- 1992: Hilfe, Mami dreht durch! (Unbecoming Age)
- 1993: Töchter des Himmels (The Joy Luck Club)
- 1993: Brainsmasher – Der Rausschmeisser (Brain Smasher… A Love Story)
- 1993: Die Ninja-Morde von Bel Air (Bloodlines: Murder in the Family, Fernsehfilm)
- 1994: Batman (Fernsehserie, Folge Second Chance, Stimme)
- 1994: Kickboxer 4 – The Aggressor (Kickboxer 4: The Aggressor)
- 1995: In einem Land vor unserer Zeit III – Die Zeit der großen Gabe (The Land Before Time III: The Time of the Great Giving, Stimme)
- 1995: Beverly Hills, 90210 (Fernsehserie, Folge Speechless)
- 1995: Killer – Tagebuch eines Serienmörders (Killer: A Journal of Murder, Stimme)
- 1996: Ultimate Chase – Die letzte Jagd (Adrenalin: Fear the Rush)
- 1996: Lautlos und tödlich (Raven Hawk, Fernsehfilm)
- 1996: Nemesis 4 – Engel des Todes (Nemesis 4: Death Angel)
- 1997: Pacific Blue – Die Strandpolizei (Pacific Blue, Fernsehserie, Folge Matters of the Heart)
- 1997–1999: USA High (Fernsehserie, 51 Folgen)
- 1998: Wenn Wünsche in Erfüllung gehen (Twice Upon a Time, Fernsehfilm)
- 1999–2000: Roughnecks: The Starship Troopers Chronicles (Fernsehserie, 14 Folgen)
- 2000: Batman of the Future (Batman Beyond) (Fernsehserie, Folge King's Ransom)
- 2000: Highway to Hell – 18 Räder aus Stahl (18 Wheels of Justice, Fernsehserie, Folge Con Truck)
- 2001: Invisible Man – Der Unsichtbare (The Invisible Man, Fernsehserie, Folge The Three Phases of Claire)
- 2001–2003: Die Mumie – Das Geheimnis der Mumie (The Mummy: The Animated Series, Fernsehserie, 15 Folgen)
- 2002: Jackie Chan Adventures (Fernsehserie, Folge Pleasure Cruise)
- 2002: Der Glöckner von Notre Dame 2 (The Hunchback of Notre Dame II)
- 2003: She Spies – Drei Ladies Undercover (She Spies, Fernsehserie, Folge Love Kills)
- 2003–2005: Die Liga der Gerechten (Justice League, Fernsehserie, zwei Folgen)
- 2004: Cold Case – Kein Opfer ist je vergessen (Colda Case, Fernsehserie, Folge The Sleepover)
- 2005: Im Rennstall ist das Zebra los (Racing Stripes, Stimme)
- 2006: Avatar – Der Herr der Elemente (Avatar: The Last Airbender, Fernsehserie, Folge City of Walls and Secrets)
- 2006: Ein gutes Jahr (A Good Year, Stimme)
- 2006: Der tierisch verrückte Bauernhof (Barnyard, Stimme)
- 2006: Ab durch die Hecke (Over the Hedge, Stimme)
- 2006: Tierisch wild (The Wild, Stimme)
- 2008: Jagdfieber 2 (Open Season 2, Stimme)
- 2008–2011: Sons of Anarchy (Fernsehserie, 14 Folgen)
- 2009: CSI: Miami (Fernsehserie, Folge In Plane Sight)
- 2009: 24 (Fernsehserie, Folge Day 7: 3:00 a.m.-4:00 a.m.
- 2009–2011: Batman: The Brave and the Bold (Fernsehserie, acht Folgen)
- 2010: Rapunzel – Neu verföhnt (Tangled)
- 2010: Ben 10: Ultimate Alien (Fernsehserie, Folge Hero Time)
- 2011: Rio (Stimme)
- 2012: Mad Men (Fernsehserie, Folge Christmas Waltz)
- 2012: Spieglein Spieglein – Die wirklich wahre Geschichte von Schneewittchen (Mirror Mirror)
- 2012: ParaNorman
- 2013: Die Eiskönigin – Völlig unverfroren (Frozen)
- 2014: Die Abenteuer von Mr. Peabody & Sherman (Mr. Peabody & Sherman)
- 2014: Baymax – Riesiges Robowabohu (Big Hero 6)
- 2014: Die Pinguine aus Madagascar (Penguins of Madagascar)
- 2015: Hotel Transsilvanien 2 (Hotel Transylvania 2)
- 2016: Zoomania (Zootopia)
- 2017: MacGyver (Fernsehserie, 2 Episoden)